# Drömfångare
För andra betydelser, se Drömfångare (olika betydelser).

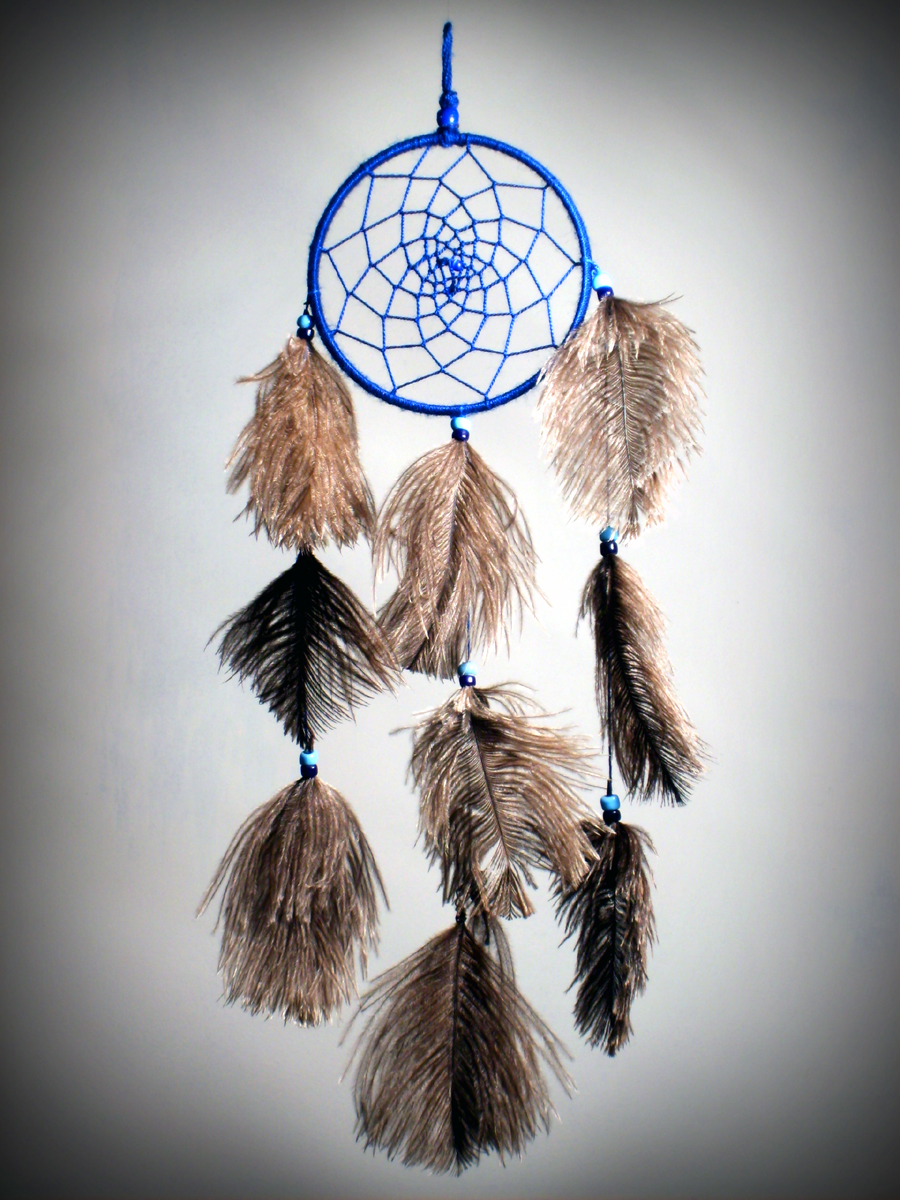
Drömfångare av ull, fjädrar och plastpärlor, fotograferad år 2006 vid hantverksmässan El Quisco i Valparaíso, Chile.

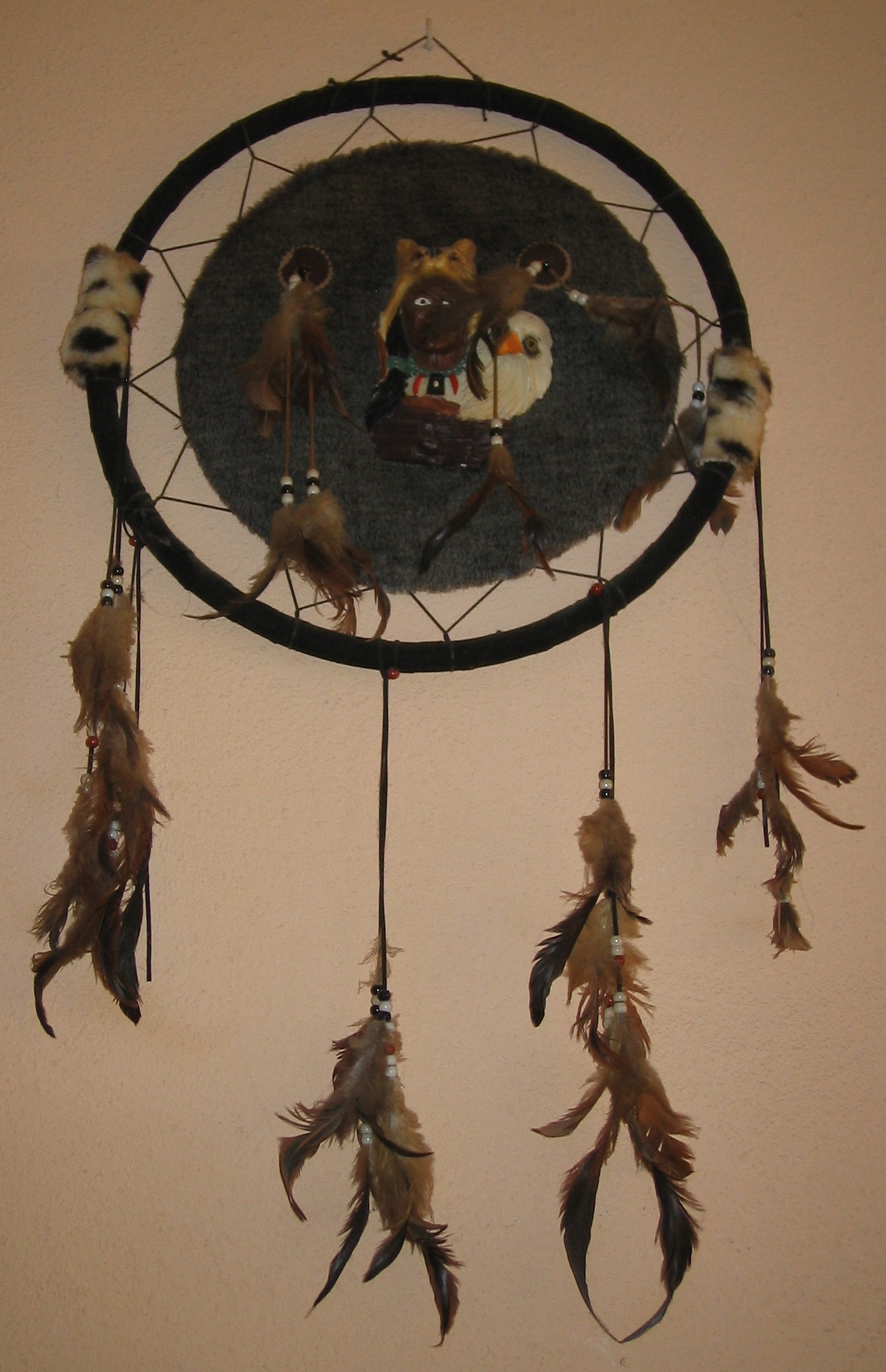
En annan variant av drömfångare från 2007.

En drömfångare är ett magiskt föremål med ursprung i ojibwastammens kultur i Nordamerika.  Den hängs upp invid en sovplats, exempelvis i taket i ett sovrum, och sägs fånga upp onda drömmar och mardrömmar. Drömfångaren har nu snabbt spridits till hela världen.
De ursprungliga drömfångarna var av ungefär samma storlek som en handflata och bestod av en smal rot eller gren (främst av vide) tvinnad till en cirkel och en tråd av senor, som flätades till ett nät inuti cirkeln. Mer moderna drömfångare finns i flera storlekar och utföranden, bland annat som två korslagda och ihopflätade drömfångare. Drömfångare kan liknas vid spindelnät i vilket drömmar är tänkta att fastna. Det enda sättet att slippa igenom är genom den öppning som finns i mitten av nätet – intill denna fästs en sten eller pärla som ska locka önskvärda drömmar till sig och leda dem mot hålet. Lockstenens färg tillsammans med sinnesstämningen hos den som tillverkade drömfångaren anses avgörande för vilka drömmar och känslor som kommer att slippa igenom drömfångarens nät. För att inte riskera att skapa en drömfångare vars egenskaper inte passar slutanvändaren väljer man vid massproduktion av drömfångare ofta att placera lockstenen mitt i hålet istället för vid sidan om, varvid drömfångaren anses förlora sina magiska egenskaper och i stället bli till ett rent prydnadsföremål.